# NaVorro Bowman
Pour les articles homonymes, voir Bowman.
(en) Statistiques sur pro-football-reference
NaVorro Raymond Bowman, né le 28 mai 1988 à District Heights, est un joueur américain de football américain. Il joue linebacker en National Football League (NFL).

## Biographie

### Carrie universitaire
Durant sa carrière universitaire, il a joué à l'université d'État de Pennsylvanie.

### Carrière professionnelle

#### 49ers de San Francisco
Il fut drafté en 2010 au 3 tour (en 91e position) par les 49ers de San Francisco.
Il s'est depuis imposé comme l'un des meilleurs à son poste et forme un duo de linebackers avec Patrick Willis. Il fut notamment décisif par sa lecture de jeu et sa solidité défensive lors de la victoire des 49ers face aux Falcons d'Atlanta en finale de conférence durant la saison 2012-2013.

#### Raiders d'Oakland
Le 16 octobre 2017, il signe un contrat d'un an à 3 millions de dollars chez les Raiders d'Oakland, il apparaît pour son premier match face aux Chiefs de Kansas City.

## Statistiques
|          |                     |        | Tackles | Tackles | Tackles | Tackles | Interceptions | Interceptions | Interceptions | Interceptions | Interceptions | Fumbles | Fumbles |        |
| Saisons  | Équipes             | GP     | Total   | Solo    | Ast     | Sacks   | PD            | Int           | Yards         | Long          | TD            | FF      | FR      |        |
| -------- | ------------------- | ------ | ------- | ------- | ------- | ------- | ------------- | ------------- | ------------- | ------------- | ------------- | ------- | ------- | ------ |
| 2010     | San Francisco 49ers | 16     | 46      | 38      | 8       | 0.0     | 0             | —             | —             | —             | —             | 0       | 0       |        |
| 2011     | San Francisco 49ers | 16     | 143     | 111     | 32      | 2.0     | 8             | —             | —             | —             | —             | 0       | 3       |        |
| 2012     | San Francisco 49ers | 16     | 148     | 96      | 52      | 2.0     | 6             | 1             | 11            | 11            | 0             | 1       | 0       |        |
| 2013     | San Francisco 49ers | 16     | 145     | 120     | 25      | 5.0     | 8             | 2             | 93            | 89            | 1             | 4       | 2       |        |
| 2014     | San Francisco 49ers | Blessé | Blessé  | Blessé  | Blessé  | Blessé  | Blessé        | Blessé        | Blessé        | Blessé        | Blessé        | Blessé  | Blessé  | Blessé |
| 2015     | San Francisco 49ers | 16     | 154     | 116     | 38      | 2.5     | 2             | —             | —             | —             | —             | 1       | 0       |        |
| 2016     | San Francisco 49ers | 4      | 35      | 24      | 11      | 1.0     | 2             | 1             | 0             | 0             | 0             | 1       | 0       |        |
| 2017     | San Francisco 49ers | 5      | 38      | 22      | 16      | 0.0     | 1             | 0             | 0             | 0             | 0             | 0       | 0       |        |
| Carrière | Carrière            | 89     | 709     | 527     | 182     | 12.5    | 27            | 4             | 104           | 89            | 1             | 7       | 5       |        |